# Église Saint-Rémi de Douvres-la-Délivrande
Pour les articles homonymes, voir Église Saint-Rémi.
L'église Saint-Rémi est une église catholique située à Douvres-la-Délivrande, en France.

## Localisation
L'église est située dans le département français du Calvados, sur la commune de Douvres-la-Délivrande. Elle est située dans le cœur de l'ancien bourg de Douvres, à moins de 300 m du domaine de la Baronnie.

## Historique
L'église est placée sous la double protection de saint Rémi et de saint Laurent.
En ce début du XXIe siècle, si la date de la première fondation de l'église Saint-Rémi reste encore inconnue, la donation du patronage et des revenus de l'église par Philippe d'Harcourt aux chanoines de la cathédrale de Bayeux en 1153 est attestée,.
La tour, dont la partie carrée a été construite au XIIe siècle, est le témoin le plus ancien de l'édifice. D'après Arcisse de Caumont, qui a parcouru le canton de Caen à partir de 1920 et publié le premier tome de sa Statistique monumentale du Calvados en 1846, la nef de l'église était encore romane au moment de sa visite. Elle est reconstruite en 1865 à l'initiative de l'abbé Michel Bellée dans un style néo-gothique. Le chevet de l'église reconstruit au XIVe ou XVe siècle a subi ultérieurement de nombreuses transformations et réparations notamment en 1832, en 1835, puis après les dégâts provoqués par la foudre en 1932,
Le clocher de l'édifice est classé au titre des monuments historiques en 1862 alors que le chevet est inscrit en 1927.

## Description
L'église, orientée vers le sud-est, est en pierre calcaire blonde de la région de Caen. Elle est composée d'une nef d'un seul vaisseau, d'une tour latérale côté nord et d'un chevet qui comprend le chœur entouré de chaque côté par un collatéral. Deux constructions plus basses sont accolées côté sud : Au sud-ouest du chevet une autre chapelle fait face à celle qui sert de base à la tour tandis qu'au sud-est un édifice supplémentaire abrite la sacristie.

### L'extérieur

#### La nef et le chevet
La nef reconstruite en style néo-gothique comporte quatre travées. Elle n'est constituée que d'un seul vaisseau alors que, selon Arcisse de Caumont, la nef romane précédente devait s'ouvrir sur deux collatéraux.
Le chevet est reconstruit au XIVe siècle ou au début du XVe siècle,. Il se présente sous la forme de trois bâtiments accolés de même hauteur. Leurs pignons, dont les grandes baies ont été presque complètement murées, sont privés de leurs grandes verrières d'origine. Un vitrail rétabli en 1936. n'occupe que le tiers supérieur du mur central. La petite fenêtre du collatéral sud où se trouve la chapelle Saint-Laurent qu'on voyait encore en 2012 a complètement disparu. Un petit arc trilobé est encore visible sous une moulure en arc-brisé qui décore la partie supérieure du pignon du collatéral nord
Tous les murs et fenêtres de ces deux parties de l'église ont été très modifiés ou reconstruits. Seule la petite porte basse en plein cintre surbaissé située près de la tour a été conservée. La chapelle Saint-Laurent dans le collatéral sud est reconstruite en 1832. Cette date est gravée sur l'un de ses contreforts.

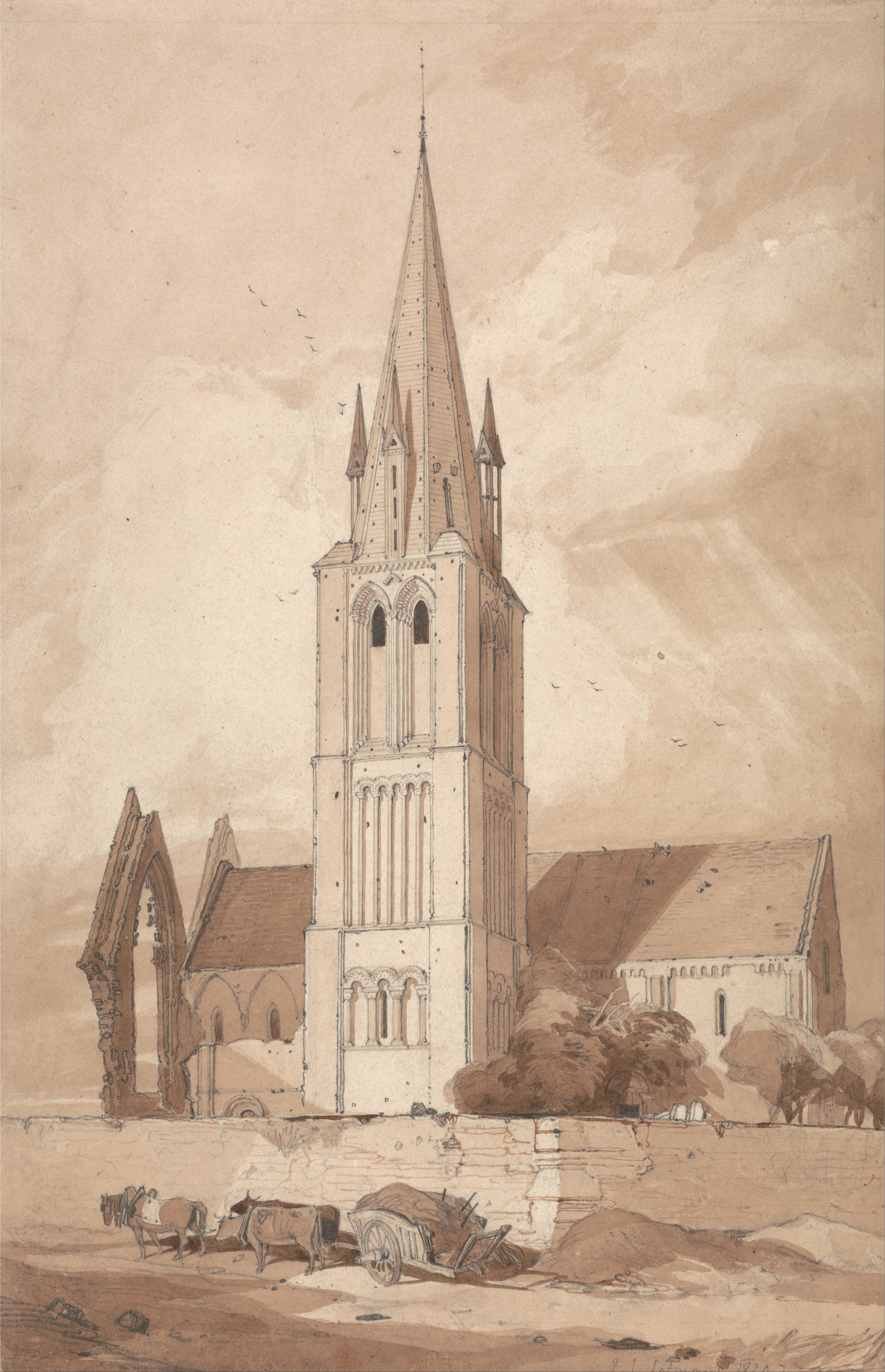
Façade ouest en 1822, le collatéral nord est en ruines, la nef est encore romane et les clochetons ne sont pas rétablis.
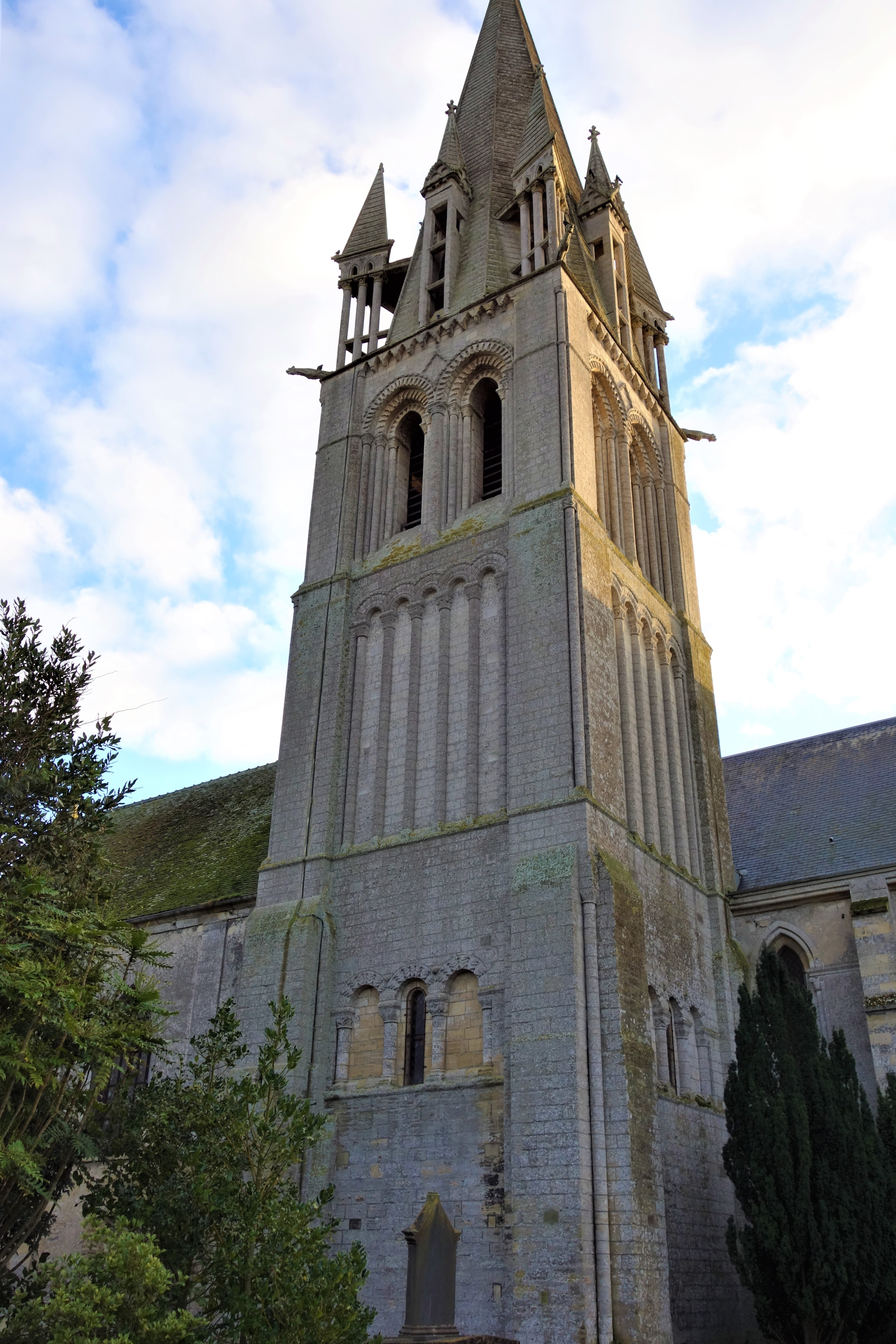
Les trois niveaux de la tour et la flèche octogonale avec ses lucarnes et ses clochetons.
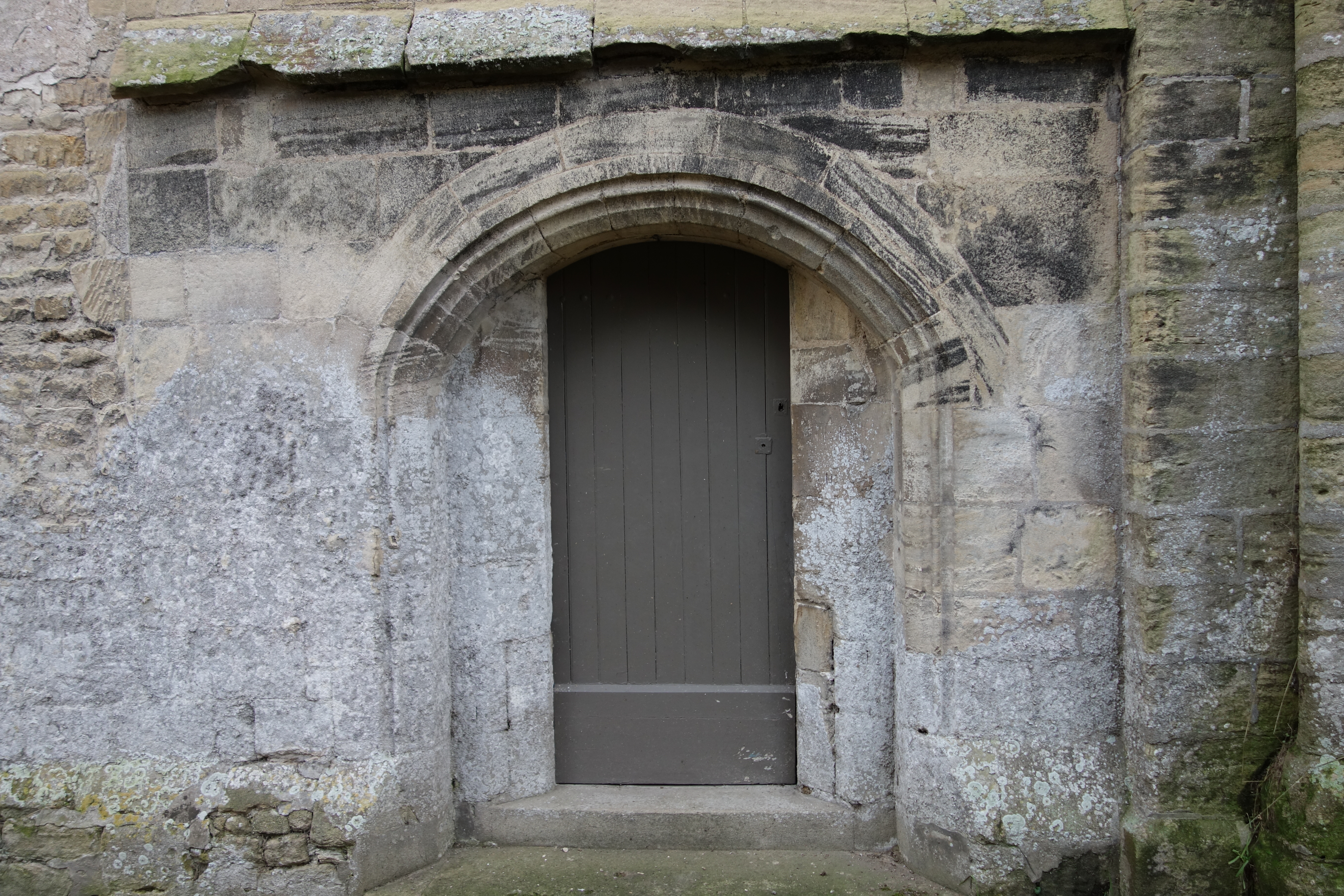
Petite porte basse en plein cintre surbaissé à côté du clocher.

#### La tour
La tour accolée au nord de la nef est l'élément le plus remarquable de l'église. Sur plan carré, elle s'élève sur trois niveaux surmontés par une flèche octogonale.

##### La partie carrée de la tour
Toute la partie carrée date de la fin du XIIe siècle. Ses trois étages séparés par des cordons sont soutenus aux angles par des contreforts entre lesquels s'insèrent des colonnettes.
La base, qui abrite une chapelle, comme plusieurs autres clochers latéraux du Calvados, est décorée d'une arcature de trois baies dont seule celle du milieu est ouverte. Les colonnes de chaque baie sont couronnées par des chapiteaux décorés de godrons ou d'entrelacs.
Au deuxième niveau, de hautes et fines arcatures aveugles en plein cintre appuyées sur six colonnettes occupent chaque face de la tour.
Le troisième niveau, moins haut que le précédent, est l'étage des cloches. L'espace compris entre les contreforts est entièrement occupé par deux grandes baies géminées en arc brisé à trois ressauts. Chaque fenêtre dont l'arc brisé à peine marqué est composé de trois rouleaux ornés d'un décor semblable à celui de la tour de Luc-sur-Mer. Des têtes plates ornent le rouleau extérieur. Les deux fenêtres sont reliées par deux rouleaux d'archivolte ornés de billettes. Un arc en mitre couronne leur intersection, ce qui autorise à avancer la décennie de 1140 pour la construction de cet étage. Des abat-sons garnissent les ouvertures qui laissent passer le son des cloches.
Au-dessus, une corniche à arcature trilobée, est agrémentée de modillons qui présentent des motifs variés de têtes humaines ou animales.

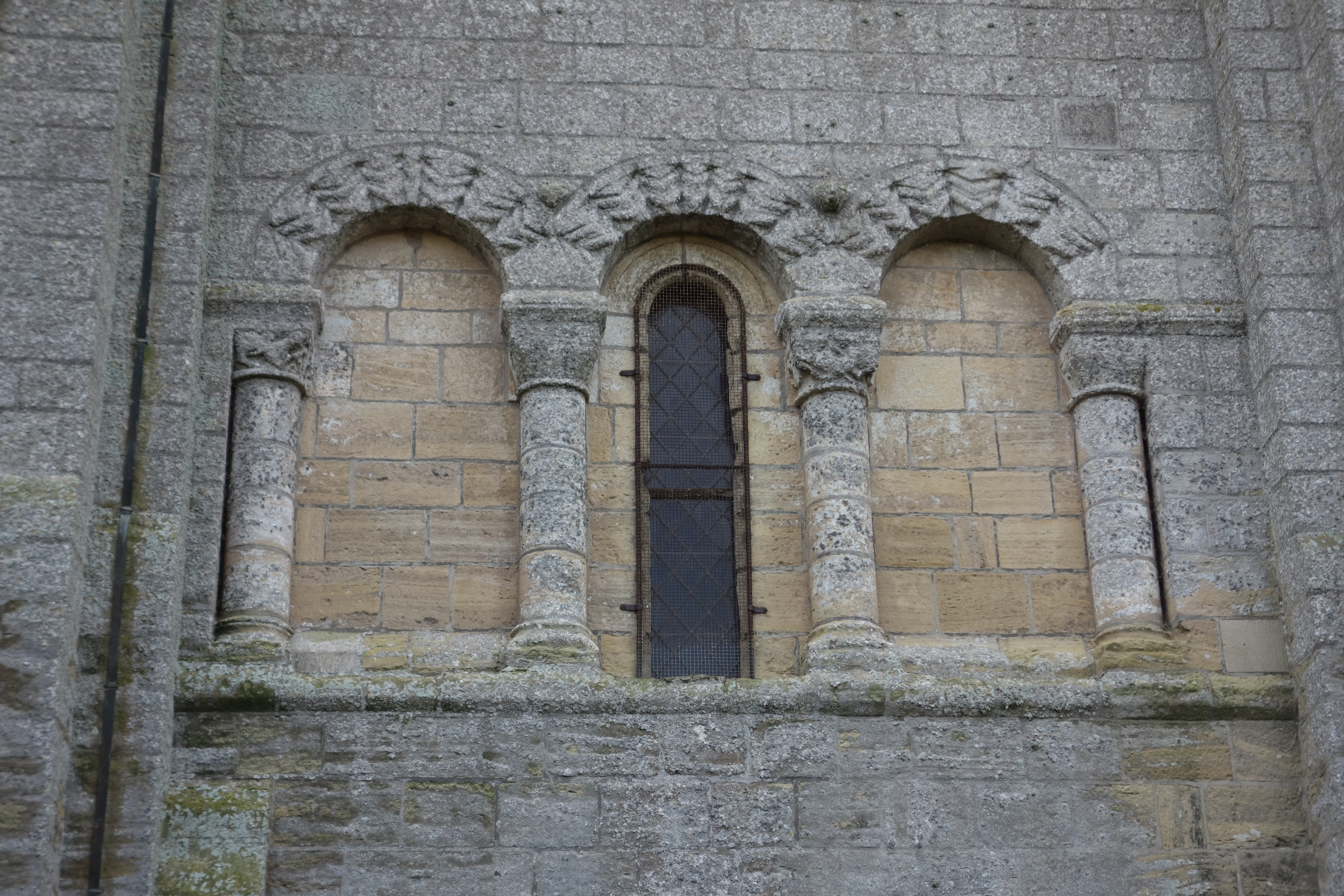
Une des faces de la base de la tour.
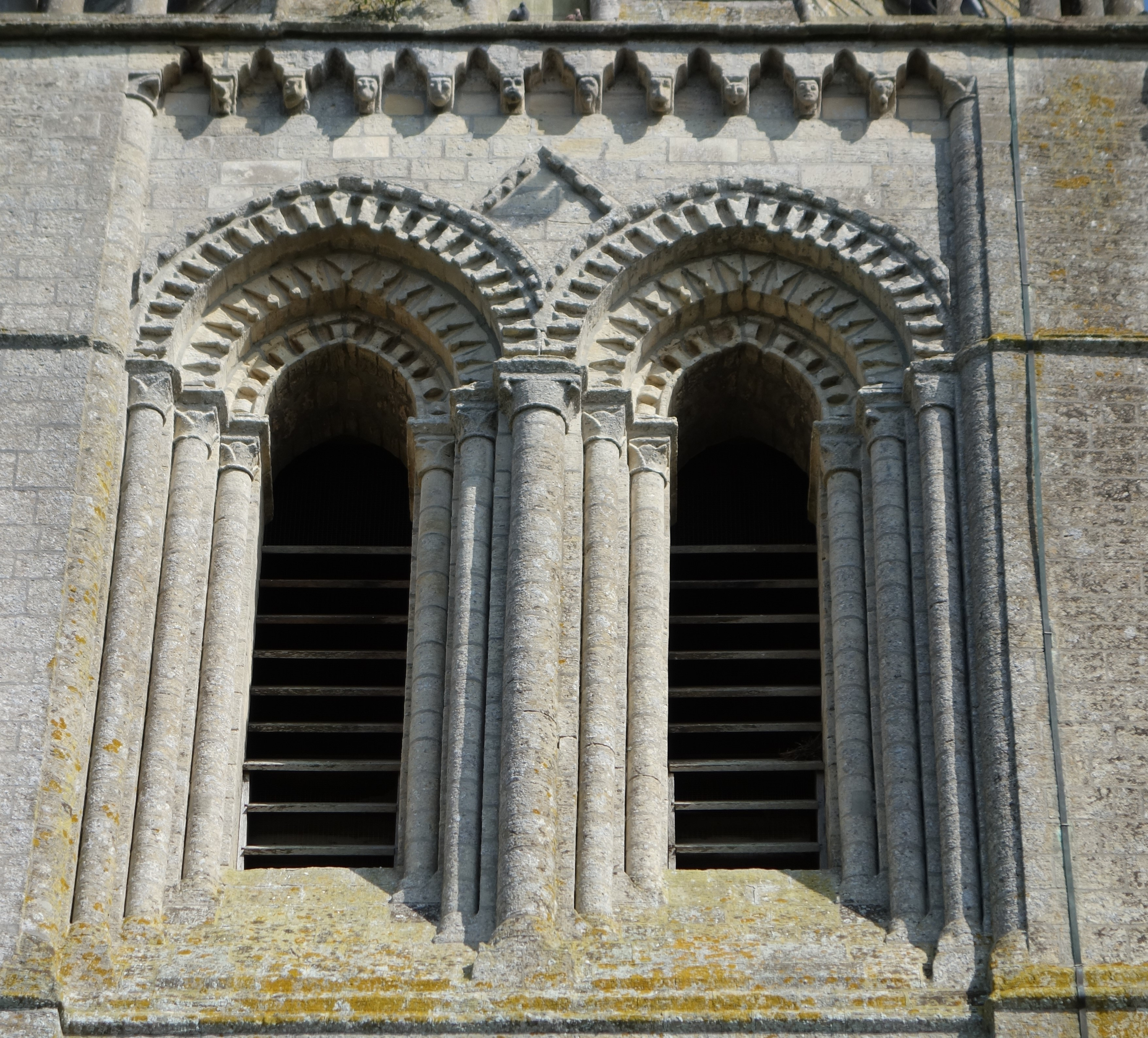
étage des cloches muni d'abat-sons
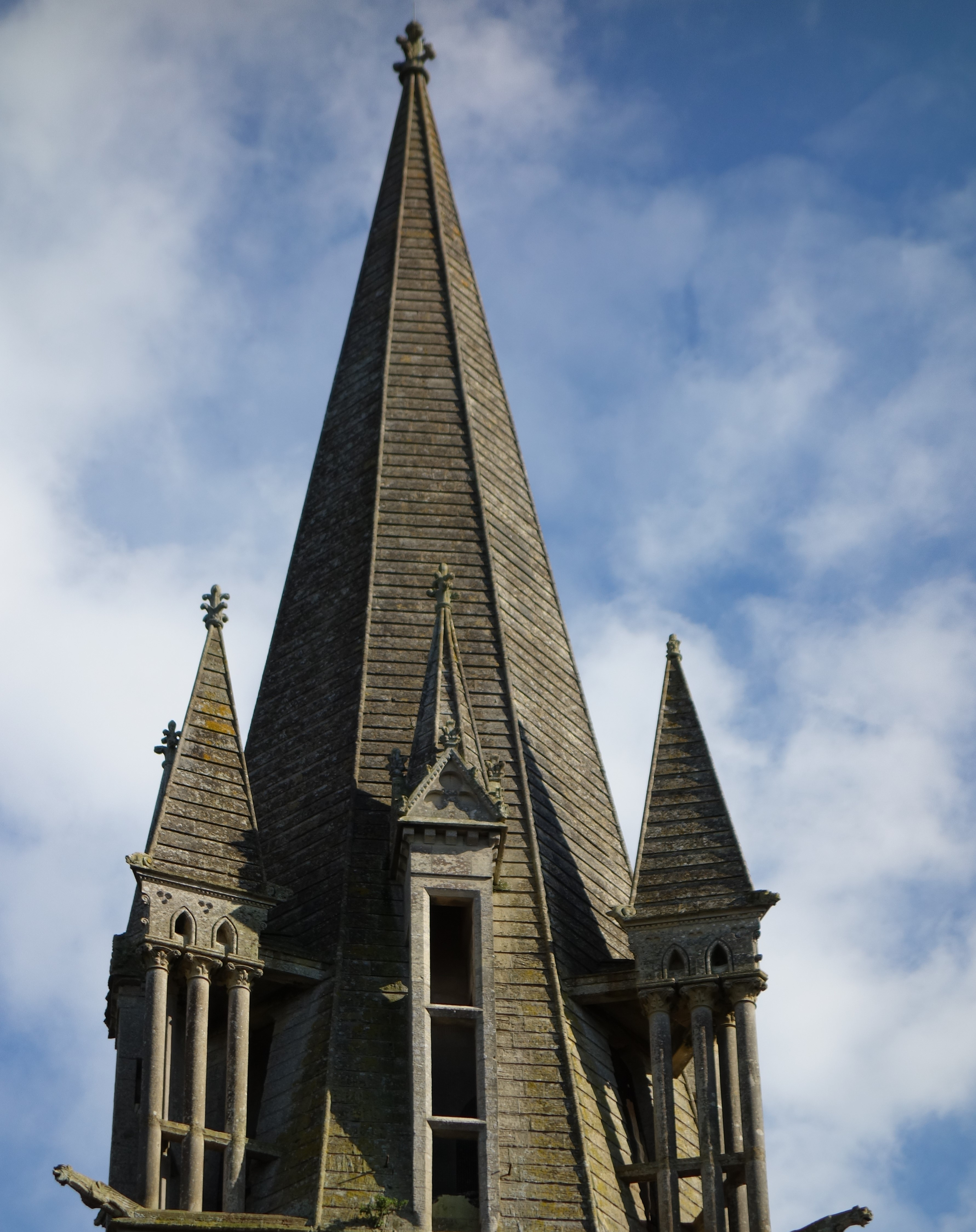
Flèche octogonale

##### La flèche
Construite au XIIIe siècle, la flèche est une pyramide octogonale en pierre ornée de dessins qui font penser à un essentage. Elle est percée de quatre étroites lucarnes. Chacune d'elles est coiffée par trois gâbles ornés d'un trèfle et d'une courte flèche. Les quatre clochetons posés sur de minces colonnettes, qui ne figurent pas sur le dessin de l'anglais J.S. Cotman et dont Arcisse de Caumont regrette la disparition lors de son passage, ont été reconstruits en 1875 à l'initiative du curé Michel Bellée,

### L'intérieur

#### La nef
La nef est reconstruite en 1865 dans un style néo-gothique pour « mettre la nef et le reste de l'édifice en harmonie avec le clocher classé monument historique" ». Elle est voûtée d'ogives. Une tribune en bois trône au-dessus du portail. Les fonts baptismaux placés traditionnellement à l'entrée de la nef datent du XVIIIe siècle. La chaire date de 1841.
Entre la nef et le chœur, deux chapelles se font face.

#### La chapelle sous le clocher
Côté nord une grande baie en arc brisé de la fin du XIIe siècle donne accès au rez-de-chaussée du clocher qui abrite une chapelle. L'archivolte de l'arc est décorée de bâtons brisés et de losanges. Les chapiteaux sont ornés de feuilles recourbées en volutes, de rubans perlés, palmettes, godrons, d'une tête humaine attaquée par des animaux. La chapelle, couverte d'une voûte d'ogives bombée,, est éclairée par deux étroites fenêtres en plein cintre. Une deuxième baie en arc brisé, ouverte à l'endroit où se trouvait auparavant une absidiole à fond plat,, communique avec le collatéral nord.

#### La chapelle aux soldats morts pour la patrie
A l'origine dédiée à Jeanne-d'Arc, elle a été construite autour de 1830 dans un petit bâtiment qui fait suite au collatéral sud et communique avec lui. Elle est couverte d'une voûte d'ogive et éclairée par une petite fenêtre en plein-cintre similaire à celles de la chapelle sous le clocher. Les arcs brisés de ses deux baies sont ornés dans le style néo-roman de bâtons brisés simples ou opposés formant losanges. Après la première guerre mondiale elle a été dédiée aux soldats qui ont donné leur vie dans les combats.
Un arc triomphal marque la transition entre nef et chœur.

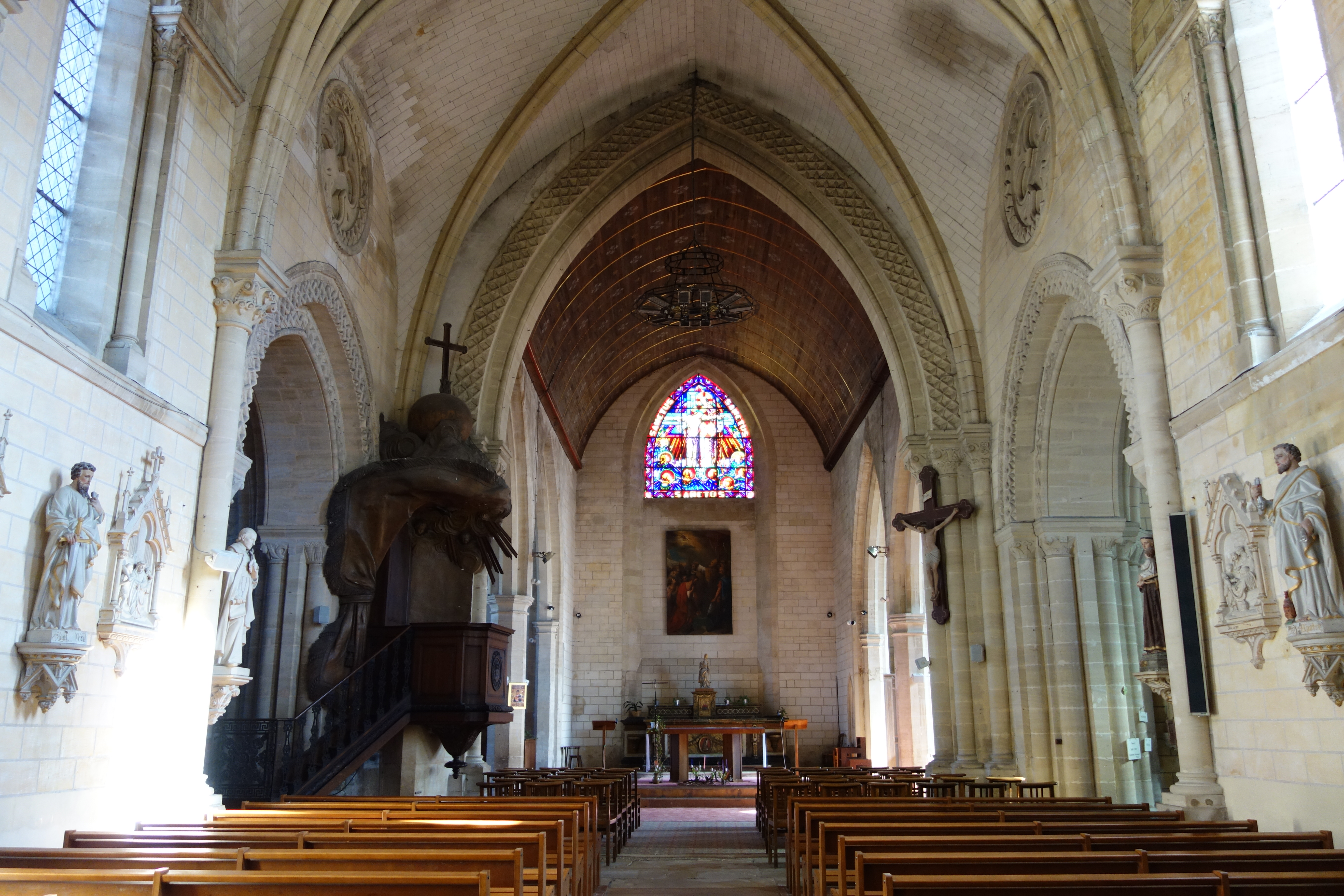
Vue de la nef vers le chœur
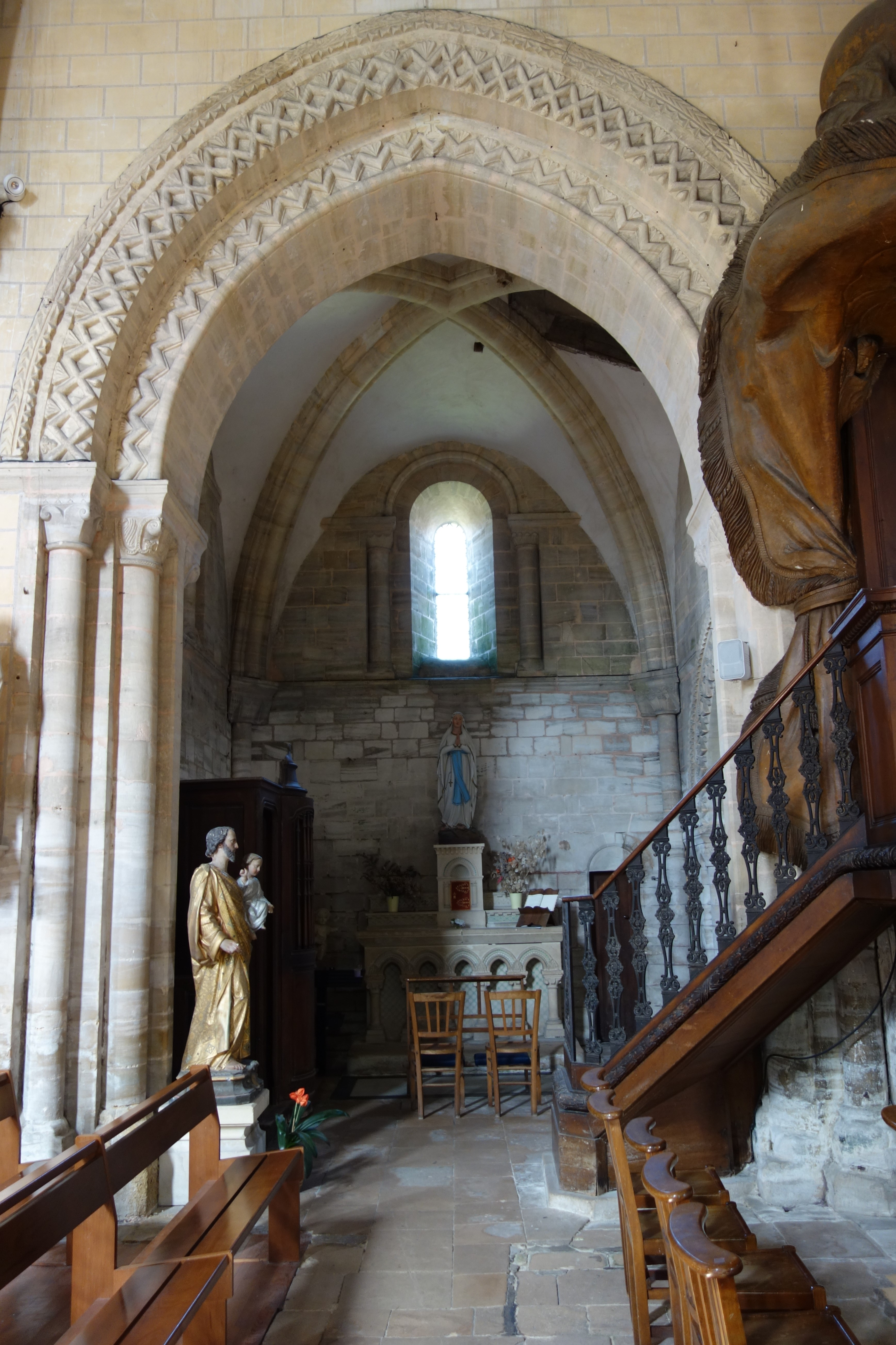
La chapelle sous le clocher
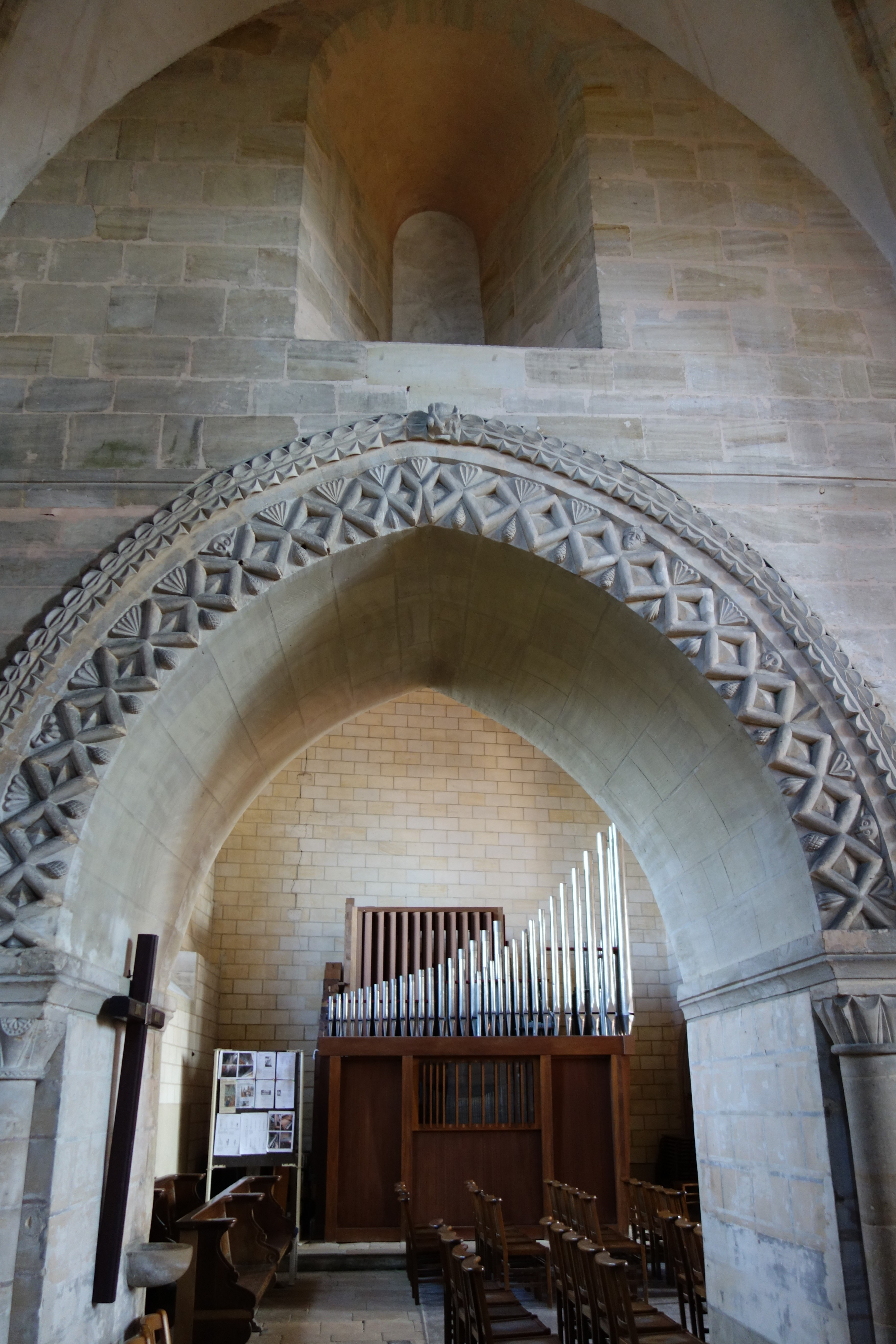
Vue de la chapelle sous clocher vers le collatéral nord
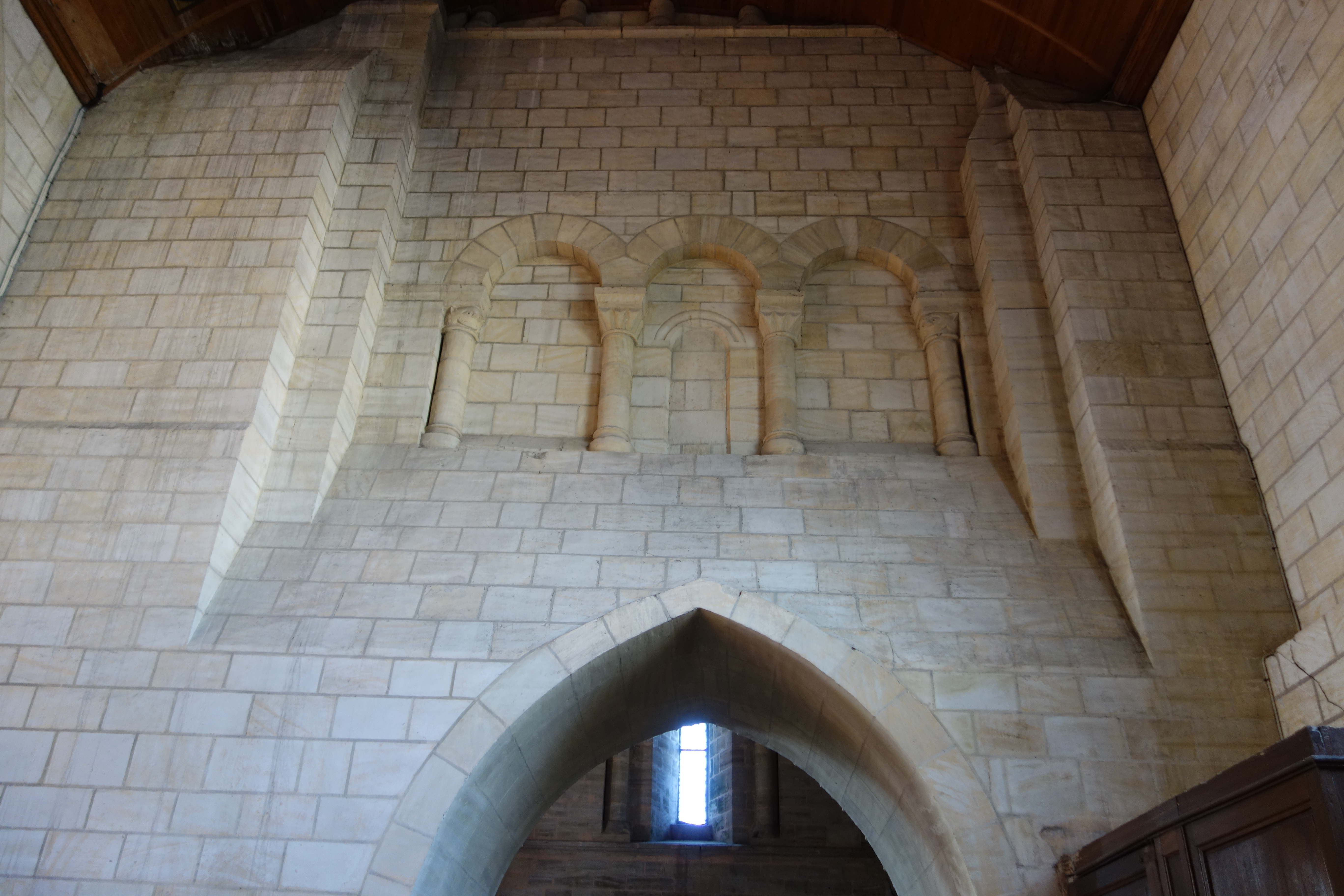
Partie supérieure du mur d'une des faces de la tour visible de l'extérieur à l'origine

#### Le chœur et ses collatéraux.
Les charpentes des toitures sont lambrissées. Le chœur s'ouvre très largement sur ses collatéraux par quatre larges et hautes arcades. Le maître autel du chœur dédié à saint Rémi, saint patron de l'église, date du la fin du XVIIIe siècle. Sous le vitrail de 1936, une toile du XIXe siècle peinte par M. A. Ledien représente le baptême de Clovis par saint Rémi.
Le collatéral sud a été reconstruit en 1832 comme l'indique la date inscrite sur un de ses contreforts. Il a conservé un retable dont la toile représente le martyre de saint Laurent. Il est prolongé au sud-ouest par la chapelle néo-romane.
Dans le collatéral nord, reconstruit en 1829, un orgue construit en 1974 et restauré en 2021 a pris la place de l'autel et du retable dédiés à saint Rémi. Le collatéral communique avec le rez-de-chaussée du clocher par une baie en arc-brisé.
La sacristie a été rajoutée en 1843.